# Peter Maffay
Peter Alexander Makkay, més conegut com a Peter Maffay (Brașov, 1949) és un músic alemany.

## Biografia
Fill d'una mare saxona-transilvana de parla alemanya) i d'un pare que pertanyia a la minoria hongaro-alemanya de Romania, en 1963, Maffay i sons pares foren part d'una migració de Siebenbürgen Transsilvània a Alemanya. En el mateix any, començà la seua primer banda, The Dukes. Després d'acabar la seua educació i treballar per Chemigraphics, un fabricant d'art, Maffay treballà en clubs, on distribuïa la seua música.
Fora del seu art, va actuar en molts projectes socials i va militar al moviment pacifista. A Mallorca, prop de Pollença el 2002 va restaurar la finca Ca'n Llompart que va transformar en finca terapèutica, a la qual rep nens traumatitzats de tot arreu el món perquè poguessin passar gratuïtament unes vacances tranquil·les i participar en un programa de dessensibilització. Al poble va restaurar Ca'n Sureda que és la seu de la fundació i també un lloc de trobada que serveix per a la cooperació amb els habitants de la localitat i per a exposicions.

## Discografia
- 1970: Für das Mädchen, das ich liebe (CD / LP) (For the Girl that I Love)
- 1971: Du bist wie ein Lied (CD / LP) (You are like a song)
- 1972: Omen (CD / 2LP)
- 1974: Samstagabend in unserer Straße (CD / LP) (Saturday Evening in our Street)
- 1975: Meine Freiheit (CD / LP) (My Freedom)
- 1976: Und es war Sommer (CD / LP) (And it was Summer)
- 1977: Tame & Maffay (CD / LP)
- 1977: Dein Gesicht (CD / LP) (Your face)
- 1978: Live (CD / LP)
- 1979: Steppenwolf (CD / LP)
- 1979: Tame & Maffay 2 (CD / LP)
- 1980: Revanche (CD /LP) (Revenge)
- 1982: Ich will Leben (CD / LP) (I want to live)
- 1982: Live '82 (CD / LP / VHS)
- 1983: Tabaluga und die Reise zur Vernunft (CD / LP) (Tabaluga & the Journey to Reason)
- 1984: Carambolage (CD / LP)
- 1984: Deutschland '84 (DVD / VHS)
- 1985: Sonne in der Nacht (CD / LP / DVD / VHS) (Sun in the Night)
- 1986: Tabaluga und das leuchtende Schweigen (CD / LP) (Tabaluga and the Luminous Silence)
- 1987: Live '87 (DVD / VHS)
- 1988: Lange Schatten (2CD / 2LP) (Long Shadows)
- 1988: Lange Schatten Tour '88 (CD / LP / VHS) (Long Shadow Tour 1988)
- 1989: Kein Weg zu Weit (CD / LP / DVD / VHS) (No Way to Far)
- 1989: Die Story 2 (CD)
- 1990: Leipzig (CD / LP / VHS)
- 1991: 38317 (CD / LP)
- 1991: 38317 — Das Clubconcert (DVD / VHS)
- 1992: Freunde und Propheten (CD) (Friends and Prophets)
- 1993: Der Weg 1979–93 (CD / VHS) (The Way 1979 to 1993)
- 1993: Tabaluga und Lilli (CD) (Tabaluga and Lilli)
- 1994: Tabaluga und Lilli Live (2CD / VHS) (Tabaluga and Lilli Live)
- 1996: Sechsundneunzig (CD) (Ninety-Six)
- 1996: Sechsundneunzig — Das Clubconcert (DVD / VHS) (Ninety Six — Club Concert)
- 1997: 96 Live (2CD / DVD / VHS)
- 1998: Begegnungen (CD / DVD / VHS)
- 1999: Begegnungen Live (2CD)
- 2000: X (CD)
- 2001: Heute vor dreissig Jahren (CD) (Thirty Years ago)
- 2001: Heute vor dreissig Jahren — Live (DVD) (Thirty Years ago — Live)
- 2002: Tabaluga und das verschenkte Glück (CD) (Gift of Luck)
- 2004: Tabaluga und das verschenkte Glück — Live (DVD) (Gift of Luck)
- 2005: Laut und Leise (2CD / 2DualDisc) (Loud and Quiet)
- 2006: Begegnungen, eine Allianz fuer Kinder (CD / DVD) (Encounters, an Alliance for Children)PR:M.Y
- 2007: Frohe Weihnachten mit Tabaluga (CD) (Merry Christmas with Tabaluga)
- 2008: Ewig (CD / DVD) (Forever)
- 2010: Tattoos (40 Jahre Maffay-Alle Hits-Neu Produziert) (CD) (DE: #1, 1x Platinum)[2]